# クアンスオン県
クアンスオン県（クアンスオンけん、ベトナム語：Huyện Quảng Xương / 縣廣昌? ）は、ベトナム社会主義共和国タインホア省の県。面積は212.4km²、人口は227,971人（2012年）である。

## 行政区画
1市鎮25社を管轄する。